# Раско, Мозес
 Мозес Раско (англ. Moses Rascoe; 27 июля 1917, Уинсор, Северная Каролина, США — 6 марта 1994, Лебанон, Пенсильвания, США) — американский блюзовый гитарист и певец. Номинант Blues Music Awards в номинациях 1988 года «Альбом традиционного блюза» и «Исполнитель традиционного блюза».

## Биография
Мозес Раско родился в Северной Каролине в 1917 году. Его отец играл на губной гармошке, а мать на пианино. Свою первую гитару он получил в 13 лет, сначала играл на улицах, а затем в джук-джойнтах. Какое-то время он переезжал по Югу США из города в город, в 1940 году переехал в Йорк, штат Пенсильвания. Вплоть до 1980-х работал подённым рабочим или водителем грузовика, по его словам время от времени играя «за доллар или выпивку». За это время сформировал свой репертуар от старых пидмонт-блюзов Брауни МакГи до хитов Джимми Рида 1950-х годов. Большое влияние на его творчество оказал Биг Билл Брунзи. В 65 лет ушёл на пенсию, и стал воплощать свою мечту быть профессиональным музыкантом. Вскоре местное музыкальное сообщество обратило на него внимание, он получил некоторую популярность. 
Свой единственный альбом Blues он записал вживую в Godfrey Daniels, кофейне в Пенсильвании. Альбом получил номинацию Blues Music Awards как «Альбом традиционного блюза», а сам музыкант - номинацию  «Исполнитель традиционного блюза». После этого Мозес Раско стал востребован, гастролировал в США и Европе, выступал на фестивалях Newport Folk Festival и Chicago Blues Festival до своей смерти. 
Умер в медицинском центре Vetrans Administration в Ливане, штат Пенсильвания 6 марта 1994 года и был похоронен на национальном кладбище Indiantown Gap в Эннвилле.    

## Дискография
- 1987 Blues (Flying Fish Records )